# Lucie Basch
Pour les articles homonymes, voir Basch.
Lucie Basch, née le 22 janvier 1992 à Paris, est une entrepreneuse française. En 2016, elle développe l'application Too Good To Go, d'abord en Scandinavie avec des cofondateurs locaux, puis en France et par la suite, en charge de l'expansion internationale, dans 17 pays en Europe et en Amérique du Nord. Too Good To Go est une application qui met en relation des commerçants ayant des invendus en fin de journée avec des consommateurs.
Ingénieure française connue pour sa lutte contre le gaspillage alimentaire, son application lui a valu d'obtenir le Prix Margaret 2018 lors de la Journée de la femme digitale où elle a été qualifiée de « Femme entrepreneure de l’année ».

## Biographie

### Enfance et éducation
Lucie Basch naît le 22 janvier 1992 à Paris.
Après des classes préparatoires au lycée Charlemagne à Paris, Lucie Basch intègre l’École centrale de Lille dont elle est diplômée en 2014. Durant l'année 2013-2014, elle est également diplômée d'un master en logistique de l'université de Cranfield au Royaume-Uni[réf. nécessaire].

### Carrière

#### Débuts
En septembre 2014, à l'issue de ses études, Lucie Basch commence sa carrière au sein des usines Nestlé au Royaume-Uni. Elle y travaille pour améliorer la production « pour faire plus vite et moins cher » notamment dans la mise en œuvre de la méthode Six Sigma.
C'est alors qu'elle aurait pris conscience que le gaspillage alimentaire est intégré et pris en compte dans le processus de production. Ne comprenant pas comment des produits encore bons à être consommés peuvent être jetés et comment ce mode de fonctionnement peut être accepté, elle réagit, choquée par la quantité de nourriture jetée : « Je suis ingénieur et j'ai un esprit rationnel. Le gaspillage alimentaire m'a toujours dérangé car cela n'a pas de sens. Quelle que soit l'usine dans laquelle je me rendais, que ce soit pour produire des céréales ou du café, la mentalité était la même ».
En février 2016, un séjour à Oslo en Norvège au sein de l'organisation Open Food Network, lui permet de découvrir l’économie collaborative et l’entreprenariat social. Elle décide alors de faire face au gaspillage alimentaire et refuse ce monde qui « n'existera plus dans 40 ans ».
Profitant de l'expérience du réseau OuiShare de l'économie collaborative, elle s'initie à la technologie informatique des sites collaboratifs et avec d'autres personnes qui travaillent sur ce sujet du gaspillage alimentaire, elle met sur pied son projet de site web destiné à lutter contre le gaspillage alimentaire : une plateforme mettant en relation les commerçants et les particuliers afin que les invendus de la journée ne soient pas jetés.

#### Too Good To Go
En 2016, Lucie Basch crée Too Good To Go. La loi Garot est votée en France la même année, obligeant les distributeurs à réduire le gaspillage alimentaire.
Too Good To Go est créée pour permettre à chacun de lutter à son échelle contre le gaspillage alimentaire. L'application est une plateforme de mise en relation entre commerçants de bouche (petits commerçants, distributeurs...) et utilisateurs responsables. Grâce à la géolocalisation, ces derniers peuvent repérer des produits invendus qui sont alors vendus à un prix inférieur à leur valeur originelle. Le principe est d'inciter les commerçants à écouler leurs produits invendus en fin de journée à des prix attractifs pour les consommateurs.
En 2017, le cuisinier Thierry Marx dit de Lucie qu'« elle a compris que le téléphone s'est imposé comme deuxième cerveau et que les applications peuvent être militantes » et au sujet de l'application proposée, il dit que « le consommateur aussi doit devenir militant, en connaissant pour chaque produit la responsabilité sociale et environnementale de celui-ci. En attendant qu'un organisme indépendant se charge de nous aiguiller vers les bons produits, on n'a pas trouvé mieux qu'une telle appli ».

## Autres mandats
En septembre 2018, Lucie Basch intègre le comité d’orientation alimentaire de Carrefour.
Elle prend en février 2023 la présidence du Fonds de soutien aux producteurs, de coopérative C'est qui le Patron ?!, aux côtés de l’entrepreneur Nicolas Chabanne.
Elle rejoint le réseau Epic en tant qu’ambassadrice et que pledger : une partie de la plus-value réalisée par la vente future des parts de Too Good To Go sera reversée à cette fondation qui finance de nombreuses organisations engagées dans la protection de l’enfance, de la jeunesse et de l’environnement[réf. souhaitée].
Sensible depuis toujours à la thématique de l’éducation et de la jeunesse, en 2023 elle accepte de participer au CNR Jeunesse coordonné par le cabinet de la première Ministre Élisabeth Borne. L’ambition est de proposer aux jeunes des solutions et opportunités concrètes pour leur redonner du pouvoir d’agir et l’envie de s’engager pour une transition de société auprès du gouvernement.
En 2024, elle co-fonde la Climate House, avec Clément Alteresco, Jack Habra et Claire Bretton, un espace dédié à la transition des entreprises, et en prend la présidence,.

## Distinctions
Le 17 avril 2018, Marlène Schiappa, secrétaire d’État à l'égalité femmes-hommes, et Gwenaëlle Huet, directrice générale d'Engie Énergies renouvelables, lui remettent le prix Margaret entrepreneur. Elle y est nommée « Femme entrepreneure de l’année », un an après que le magazine L'Obs en ait fait l'une des 100 personnalités qui auront fait 2018.
En 2019, Lucie Basch reçoit pour Too Good To Go le Trophée de l’avenir Europe 1 dans la catégorie alimentation. La même année, Lucie intègre le palmarès LSA des 50 femmes qui comptent dans le retail et l'e-commerce.
Elle fait également partie de la liste européenne Forbes 30 Under 30 et en 2020 elle intègre le top des 40 Femmes Forbes.
En septembre 2020, Lucie Basch remporte le Prix BCG de l'Entrepreneur Social de l'année. Un mois plus tard, novembre 2020, elle est lauréate du prix Femme Chef d'Entreprise du magazine Challenges.
En octobre 2022, Lucie Basch est sélectionnée pour faire partie du Linkedin Top of Voices Entrepreneurs. Elle reçoit la même année le BFM Business Award pour le modèle à impact de Too Good To Go.
En 2023, Lucie Basch reçoit le prix Initiative positive pendant les Trophées Optimistes, par le magazine ÉcoRéseau Business[source insuffisante].
Le 15 janvier 2025, elle est nommée chevalier de l'ordre national du mérite français[réf. souhaitée].